# چمن حضوری
چمن حضوری (به لاتین: Chaman-e-Hozori) پارکی در مرکز شهر کابل، افغانستان است. این مکان معروف به چمن حضوری (یا گنجه کابل) محل انباشتن سکه‌ها و جواهرات باستانی است که قدمت آن به دوران امپراتوری هخامنشی (حدود ۵۵۰ تا ۳۳۰ قبل از میلاد) می‌رسد که مورد توجه مورخان است.

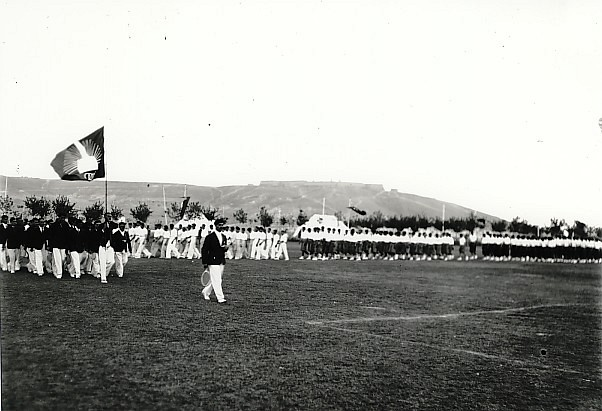
رژه ورزشکاران در چمن حضوری به پیروی از پرچم کمیته ملی المپیک افغانستان در دهه ۱۹۳۰

## شرح
رژه ورزشکاران در چمن حضوری به پیروی از پرچم کمیته ملی المپیک افغانستان در دهه ۱۹۳۰ انجام شد. پارک چمن حضوری در پای تپه مرنجان، نزدیک به رود کابل که از مرکز شهر کابل می‌گذرد، قرار دارد. ورزشگاه غازی بلافاصله در شمال پارک قرار دارد. این پارک در حال حاضر به عنوان محل اجتماع و محل رژه، به ویژه در جشن‌های روز جمهوری (جشن جمهوریات) در حدود ۱۷ ژوئیه استفاده می‌شود. در زمان امیر حبیب‌الله خان (۱۹۰۱–۱۹۱۹) از این منطقه به عنوان زمین گلف استفاده می‌شد.
این پارک به دلیل برگزاری جشن‌های سالانه روز استقلال به «زمین جشین» نیز گفته می‌شد. در سال ۱۹۵۶، در این جشنواره که به عنوان «بین‌المللی» نامگذاری شد، اتحاد جماهیر شوروی و ایالات متحده برای ایجاد نمایشگاه‌های خود با یکدیگر رقابت کردند. آر. باکمینستر فولر مأمور طراحی یک گنبد ژئودزی برای نمایشگاه ایالات متحده شد که در کارولینای شمالی ساخته و به کابل منتقل شد تا در عرض دو روز توسط کارگران محلی افغان مونتاژ شود.

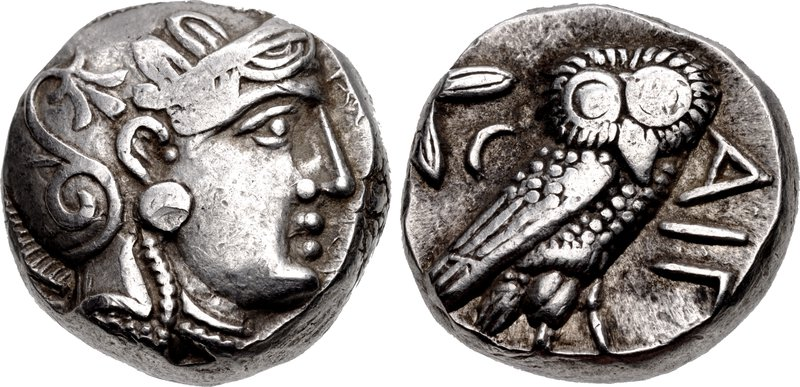
تقلیدی از ایرانیان، متعلق به ۳۸۰ پیش از میلاد از تترادراخما آتنی قرن ششم، که در زمان حکومت هخامنشیان ضرب شده و در گنجینه کابل گنجانده شده‌است.

## گنج چمن حضوری
در سال ۱۹۳۳، زمانی که برای ساختن خانه‌ای در نزدیکی پارک حفاری کردند، یک گلدان باستانی حاوی جواهرات و حدود ۱۰۰۰ سکه کشف شد. ۱۲۷ سکه و قطعه جواهر به موزه کابل و سایر اجسام باستانی به موزه‌های مختلف در هند بریتانیا و جاهای دیگر برده شد. حدود دو دهه بعد، دنیل شلمبرژه از هیئت باستان‌شناسی فرانسه در افغانستان (DAFA) عکس‌ها و جزئیات یافته‌های ذخیره شده در موزه کابل را در کتابی با عنوان گنجینه‌های سکه‌ای در افغانستان منتشر کرد. سکه‌های چمن حضوری تا سال‌های ۱۹۹۲ تا ۱۹۹۳ در موزه کابل باقی ماند، تا اینکه شورشیان جنگ داخلی افغانستان موزه را غارت کردند. تمام سکه‌ها (همراه با آثار مختلف دیگر) به عارت برده و ناپدید شد. حدود دو سال بعد، ۱۴ سکه از این مجموعه در یک مجموعه خصوصی در پاکستان ظاهر شد. اسموند بوپراچچی و امان الرحمن جزئیات خود را در کتاب سکه‌های پیش از کوشانا در پاکستان (۱۹۹۵) منتشر کردند.
گنجینه چمن حضوری بسیار مورد توجه مورخان است، زیرا دارای یک سکه تقلیدی از تترادراخما آتنی، مربوط به تقریباً ۳۸۰ سال قبل از میلاد است. سکه‌شناسان از روی این سکه توانستند تاریخ گنجینه را تعیین کنند و برای سایر یافته‌های موجود در انبار، مبنای تاریخی ارائه دهند. به‌طور خاص، سکه‌شناس جو کریب چنین فرض کرده‌است که سکه‌های محلی یافت شده در انبار، اولین سکه‌های ضرب شده در جنوب آسیا هستند و او سیر تکامل ضرب سکه در شبه‌قاره هند را از این منبع دنبال می‌کند.